# Marianne van Raamsdonk
Marianne van Raamsdonk (Amsterdam, 2 september 1919 - Baarn, 25 november 2003) was een Nederlands secretaresse en verzetsstrijder tijdens de Tweede Wereldoorlog. Ze werd onderscheiden met het Verzetsherdenkingskruis.

## Jeugd
Van Raamsdonk was de jongste van vijf kinderen van Eduard Floris van Raamsdonk en Maria Anna Clasina Minke. Toen haar vader in 1928 overleed, dwong geldgebrek haar de kunstnijverheidsschool in te ruilen voor een opleiding tot secretaresse. Na verschillende conflicten met haar familie, onder meer over een Joodse vriendin en een Surinaamse vriend, ging ze zelfstandig in Amsterdam wonen. p.23-24

## Verzetswerk
In de oorlog werkte Van Raamsdonk als directiesecretaresse bij uitgeverij Strengholt. Daar weigerde ze te tekenen voor de kultuurkamer en haar naam onder de ariërverklaring te zetten. Ook protesteerde ze tegen het ontslag van Claartje Cohen, een Joodse collega, en hielp haar onder te duiken. Hoofdredacteur Han Hoekstra bracht haar in contact met linkse verzetskringen van intellectuelen en kunstenaars. Ze kreeg een relatie met verzetsman Mik van Gilse en ging voor hem werken als koerierster. Gekleed in een rode rok waarin illegale informatie was verstopt, ging ze naar Delfzijl en verwisselde de rok aan boord van een schip voor een andere rode rok, waarna de schipper de informatie naar Engeland bracht. Ze werd lid van de verzetsgroep CS-6, en ging voor de persoonsbewijzencentrale valse persoonsbewijzen vervaardigen en distribueren. p.23
Op verzoek van Van Gilse ging zij naar Enschede om de dagelijkse gewoonten van politie-inspecteur Pieter Kaay na te gaan. Na een week wist ze wat zijn gewoonten waren en kende ze zijn looproutes. Op 3 juli 1943 werd hij op weg naar zijn werk door een fietser doodgeschoten. p.24

## Arrestatie en deportatie
Na de aanslag op generaal Seyffardt rolde de SD de groep CS-6 op. Op 23 juli 1943 deden ze een inval in de zolder aan de Prinsengracht waar Van Gilse en Van Raamsdonk ondergedoken waren. Van Gilse vluchtte langs de regenpijp van de vijfde verdieping naar beneden, werd in zijn voet geschoten en even later opgepakt. Marianne van Raamsdonk stopte na de inval alle compromitterende documenten in de kachel en stookte deze op. Omdat het een zomerse dag was, viel dat op. Zij werd gearresteerd, gevangengezet in de Euterpestraat en de volgende dag naar de gevangenis aan de Amstelveenseweg gebracht. Ze werd ter dood veroordeeld, maar het vonnis werd nog niet vertrokken: doodstraffen op vrouwen werden nooit in Nederland uitgevoerd. Eind oktober werd ze naar Kamp Vught gestuurd. Mik van Gilse werd, met achttien andere leden van CS-6, op 1 oktober 1943 in de duinen bij Overveen gefusilleerd. p.49, 368
Kamp Vught
In Kamp Vugt werd Van Raamsdonk opgevangen door Mies Boissevain en Mientje Pooters. Na alle verhoren was ze er slecht aan toe en ze werd in een quarantaineafdeling ondergebracht. Na vergeefse pogingen haar als paratyfuspatiënt in het ziekenhuis te houden om de uitvoering van het doodvonnis te omzeilen, werd ze bij het Philips-kommando tewerkgesteld en zo gesperrt en vooralsnog niet gedeporteerd. p.79 Toen in september 1944 de geallieerden naderden, werd Kamp Vught ontruimd. De vrouwen werden naar Ravensbrück gestuurd en de mannen naar Sachsenhausen.
Ravensbrück
Omdat zij Facharbeiter von Philips waren, werden in totaal 350 Joodse vrouwen en vijftig vrouwelijke politieke gevangenen naar een buitenkamp van concentratiekamp Groß-Rosen in Reichenbach gebracht. Onder hen waren veel van haar vriendinnen van het Philips-kommando. Marianne van Raamsdonk kon niet mee omdat ze in de ziekenbarak lag. Om weg te komen uit Ravensbrück schreef ze zich in voor een buitencommando van Neuengamme in Horneburg. p.190-191
Horneburg
In Horneburg werden de vrouwen tewerkgesteld in de haven van Hamburg. Na een mislukte vluchtpoging kregen Marianne van Raamsdonk, Ellie Brinkman en Ada Freriks als straf 35 stokslagen en een rode bal op de rug, waarmee ze vogelvrij werden verklaard. Met nog 36 andere Nederlandse vrouwen werden ze teruggestuurd naar Ravensbrück; vijftien van hen kwamen door plaatsing in het strafblok van Ravensbrück om het leven. p.220
Terug in Ravensbrück
Bij aankomst in Ravensbrück was Van Raamsdonk half bewusteloos door de mishandeling. Mies Boissevain zorgde ervoor dat ze drie dagen in een ziekenbarak werd opgenomen. Daarna werd ze in een strafblok geplaatst en moest gouden kiezen, tanden en platen uit de gebitten van vermoorde gevangenen verwijderen. p.221
Neustadt-Glewe
Onder een valse naam vertrok ze samen met Ada Freriks en Ellie Brinkman naar de vliegtuigfabriek van Dornier in Neustadt-Glewe, een buitenkamp van Ravensbrück voor ongeveer negenhonderd vrouwen. p.221 Vanaf februari 1945 begon het kamp overvol te raken: tot eind april kwamen er ten gevolge van de dodenmarsen vanuit onder andere Auschwitz en Ravensbrück nog eens vijfduizend mensen bij. Onder hen waren 27 Nederlandse Joodse vrouwen die een dodenmars uit Auschwitz hadden gemaakt. Een van hen, Annetje Polak-Kupferschmidt, werd de boezemvriendin van Marianne van Raamsdonk. p.222
Neustadt-Glewe werd op 2 mei 1945 door de Russen bevrijd.

## Na de bevrijding
Na een paar dagen aansterken vertrokken Marianne van Raamsdonk en Annetje Polak lopend op weg naar huis. Van een verzamelkamp, dicht bij de Nederlandse grens, gingen ze per trein naar Enschede, waar ze op 20 juni 1945 aankwamen. In Amsterdam zocht ze als eerste de moeder van Mik van Gilse op. p.223, 362
Marianne van Raamsdonk trouwde met verzetsman Frits Dekking. Samen kregen ze drie kinderen. Ze verwerkte haar trauma's door te tekenen. In 2001 werden haar oorlogsherinneringen beschreven in het boek Met het verleden bezig.

## Onderscheiding
Marianne van Raamsdonk werd onderscheiden met het Verzetsherdenkingskruis.